# The Voice of the Violin
The Voice of the Violin er en amerikansk stumfilm fra 1909 af D. W. Griffith.

## Medvirkende
- Arthur V. Johnson som Herr von Schmidt
- Marion Leonard som Helen Walker
- Frank Powell som Mr. Walker
- David Miles